# دریاچه اورون
دریاچه اورون (روسی: озеро Орон، آوانگاری Ozero Oron) یک دریاچه در استان ایرکوتسک کشور روسیه است.